# Rio de Moinhos (Aljustrel)
Rio de Moinhos era una freguesia portuguesa del municipio de Aljustrel, distrito de Beja.

## Historia
Fue suprimida el 28 de enero  de 2013, en aplicación de una resolución de la Asamblea de la República portuguesa promulgada el 16 de enero de 2013 al unirse con la freguesia de Aljustrel, formando la nueva freguesia de Aljustrel e Rio de Moinhos.